# Trends in Cell Biology
Trends in Cell Biology is een internationaal, aan collegiale toetsing onderworpen wetenschappelijk tijdschrift op het gebied van de celbiologie. De naam wordt in literatuurverwijzingen meestal afgekort tot Trends Cell Biol. Het wordt uitgegeven door Elsevier en verschijnt maandelijks.